# ناحية الشجرة
ناحية الشجرة إحدى نواحي سوريا تتبع إداريّاً لمحافظة درعا منطقة درعا ومركزها بلدة الشجرة، بلغ تعداد سكان الناحية 34,206 نسمة حسب التعداد السكاني لعام 2004.

## بلدات وقرى ناحية الشجرة
عابدين، أبو حارتين، القصير، العارضة، الشجرة، بيت أرة، عين ذكر، حيط، جملة، كويا، اللويحق، معرية، منشية كويا، مسيرتية، نافعة، سحم الجولان، الشبرق.